# Nowa Wieś-Śladów
Nowa Wieś-Śladów [ˈnɔva ˈvjɛɕ ˈɕladuf] est un village polonais de la gmina de Brochów dans le powiat de Sochaczew et dans la voïvodie de Mazovie.